# Coenosia basilewskyi
Coenosia basilewskyi är en tvåvingeart som först beskrevs av Fritz Isidore van Emden 1956.  Coenosia basilewskyi ingår i släktet Coenosia och familjen husflugor.
Artens utbredningsområde är Burundi. Inga underarter finns listade i Catalogue of Life.